# 李长友
李长友（1957年9月—），中华人民共和国官员，北京市顺义区北小营镇人，在职研究生学历，现职北京市政协副主席。
李长友1975年8月参加工作，1980年6月加入中国共产党。他长期在顺义任职。早年任北京市顺义县粮食局科员，后升任粮食局业务科副科长。随后，他历任中共顺义县北小营乡党委副书记，农工商联合总公司副经理、经理，中共顺义县北小营镇党委副书记，农工商联合总公司经理，中共顺义县北小营镇党委书记，中共顺义县顺义镇党委书记。顺义撤县设区、顺义镇撤销后，他出任中共顺义区仁和地区党委书记，后升任中共北京市顺义区委常委、组织部部长。之后他改任中共顺义区委副书记、政法委书记、党校校长。
2008年3月，李长友转往大兴区任职，被任命为中共大兴区委副书记、大兴区副区长、代区长。2009年1月经选举担任大兴区区长，同时兼任中共大兴区委副书记。2013年2月，他被提拔为中共大兴区委书记，兼任中共北京市委经济技术开发区工委书记。同年4月他辞去大兴区区长职务。
2016年1月25日，李长友被选为北京市政协副主席。